# 諾克拉提斯的克里昂米尼
克里昂米尼（希臘語：Kλεoμενης;；?—前322年），是一位出身於埃及諾克拉提斯的希臘人。當年亞歷山大大帝離開埃及時，他被任命為埃及周圍阿拉伯地區的省長（nomarch）之一，並負責接收全埃及以及非洲地區的貢金。一些古代作家誤以為亞歷山大任命他為埃及總督（Satrap），但他實際只統領周圍阿拉伯地區，同時其他埃及省長並不受他統轄，但他們需向他繳納轄區的貢金。儘管不是埃及總督，但他並利用自己的職務來剝削埃及，他慾望似乎無窮，讓經驗豐富的官員以他利益行事。
當發生穀物歉收時，埃及損失情形比周遭地區較為輕微，克里昂米尼首先禁止埃及穀物出口，當其他省長向他表示，這個措施將使他們轄區損失慘重而無法提供足夠的貢金給克里昂米尼，克里昂米尼才讓埃及穀物恢復出口，但要課很高的稅。在其他場合，如果穀物原價是10德拉克馬，克里昂米尼就把它提高至32德拉克馬。克里昂米尼還用其他方式干預市場的穀物價格。他還曾經圖謀瞎造他的士兵一年的每月俸祿。
亞歷山大委託他建造亞歷山卓的設施，但他發覺卡諾珀斯（Canopus）的人們掌握埃及商業，為了新城市日後的商業需求，克里昂米尼決定剷除他們的勢力。先前卡諾珀斯已經給克里昂米尼一大筆金額，但克里昂米尼再度要求他們提供一筆負擔不起的金額，並以此為藉口除去他們。
克里昂米尼也從宗教上攫取金錢。有一次，克里昂米尼的人被鱷魚殺死，他命令消滅所有鱷魚，但在接收埃及祭司為鱷魚這種聖獸所集資的金額後，克里昂米尼撤銷他的命令。還有一次，他向祭司透露並告訴他們，他覺得古埃及宗教的神職人員編制花費太大，決定要加以簡化。在祭司們給予克里昂米尼神廟的財富後，他才不去干擾此事。
而因亞歷山大大帝正為了他的征服事業忙碌，使他不便處理克里昂米尼的行為。當亞歷山大大帝於前323年回到巴比倫後，他寫信給克里昂米尼，只要克里昂米尼在亞歷山卓興建雄偉的赫費斯提翁紀念堂，使自己滿意，就不計之前他在埃及或未來的惡行。
在亞歷山大逝世後，克里昂米尼被任命為埃及總督托勒密的副總督，但托勒密懷疑克里昂米尼與佩爾狄卡斯串通，並藉此殺了他。或許托勒密也是因為克里昂米尼所積存的財富才動了殺機，總之，托勒密最後那些財產，總計有8,000塔蘭同之多。